# Ancylus
Ancylus O.F. Müller, 1773  è un genere di molluschi gasteropodi della famiglia Planorbidae.

## Tassonomia
Il genere comprende le seguenti specie:
- Ancylus aduncus A. A. Gould, 1847
- Ancylus ashangiensis D.S. Brown, 1965
- Ancylus benoitianus Bourguignat, 1862
- Ancylus capuloides Jan in Porro, 1838
- Ancylus expansilabris Clessin, 1881
- Ancylus fluviatilis O.F. Müller, 1774
- Ancylus lapicidus Hubendick, 1960
- Ancylus pileolus A.E.J. Férussac, 1822
- Ancylus recurvus E. von Martens, 1873
- Ancylus regularis D.S. Brown, 1973
- Ancylus scalariformis Stankovič & Radoman, 1953
- Ancylus striatus Quoy & Gaimard, 1834
- Ancylus subcircularis Clessin, 1880
- Ancylus tapirulus Poliński, 1929